# إيفان بافلوف (لاعب كرة قدم)
إيفان بافلوف (بالبلغارية: Иван Павлов)‏ (18 أغسطس 1983 بصوفيا في بلغاريا - ) هو لاعب كرة قدم بلغاري في مركز الوسط. لعب مع سسكا صوفيا ونادي سبارتاك فارنا ونادي لوكوموتيف صوفيا وPFC Pirin Blagoevgrad ‏ وFC Lokomotiv Mezdra ‏ ورودوبة سموليان ‏ وFC Sportist Svoge ‏ وFC Slivnishki Geroy (Slivnitsa) ‏ وFC Dorostol Silistra ‏.

## وصلات خارجية
- إيفان بافلوف على موقع قاعدة بيانات كرة القدم.إي يو (الإنجليزية)
- إيفان بافلوف على موقع Soccerway.com (الإنجليزية)